# NGC 1042
NGC 1042 est une galaxie spirale intermédiaire située dans la constellation de la Baleine. NGC 1042 a été découverte par l'astronome américain Lewis Swift en 1885.

## Caractéristiques
La classe de luminosité de NGC 1042 est III-IV et elle présente une large raie HI. C'est aussi une galaxie active à raies d’émissions optiques étroites.

### Distance
Sa vitesse par rapport au fond diffus cosmologique est de 1 154 ± 15 km/s, ce qui correspond à une distance de Hubble de 17,0 ± 1,2 Mpc (∼55,4 millions d'al).
À ce jour, 16 mesures non basées sur le décalage vers le rouge (redshift) donnent une distance de 7,511 ± 3,535 Mpc (∼24,5 millions d'al), ce qui est nettement à l'extérieur des valeurs de la distance de Hubble. Comme cette galaxie est relativement rapprochée du Groupe local, cette valeur est peut-être plus rapprochée de la distance réelle de NGC 1042. Notons cependant que c'est avec la valeur moyenne des mesures indépendantes, lorsqu'elles existent, que la base de données NASA/IPAC calcule le diamètre d'une galaxie.

### Morphologie
NGC 1042 a été utilisée par Gérard de Vaucouleurs comme une galaxie de type morphologique SAB(s)c dans son atlas des galaxies,.
Eskridge, Frogel et Pogge ont publié un article en 2002 décrivant la morphologie de 205 galaxies spirales ou lenticulaires rapprochées. Les observations ont été réalisées dans la bande H de l'infrarouge et dans la bande B (le bleu). Selon Eskridge et ses collègues, NGC 1042 est de type SABbc dans la bande B et SABc dans la bande H. La barre de NGC 1042 est de faible luminosité. Le noyau ponctuelle s'étend dans un bulbe légèrement elliptique. NGC 1042 est une galaxie spiral classique à deux bras. Celui qui émerge du côté nord-ouest du bulbe montre d'abord une partie de haute brillance de surface, puis devient diffus après ~30°, pour redevenir bien défini après ~180°. Il existe un certain nombre de nœuds brillants de formation d'étoiles dans la partie extérieure de ce bras. Le bras nord-ouest s'enroule sur un total d'environ ~270 avant de s'estomper. Le bras sud-est est plus régulier. Il présente une région intérieure de haute brillance de surface qui s'estompe dans une région extérieue et qui ne redevient pas brillante. Ce bras peut également être tracé sur environ 270 degrés avant de s'estomper.  

## Groupe de NGC 1084

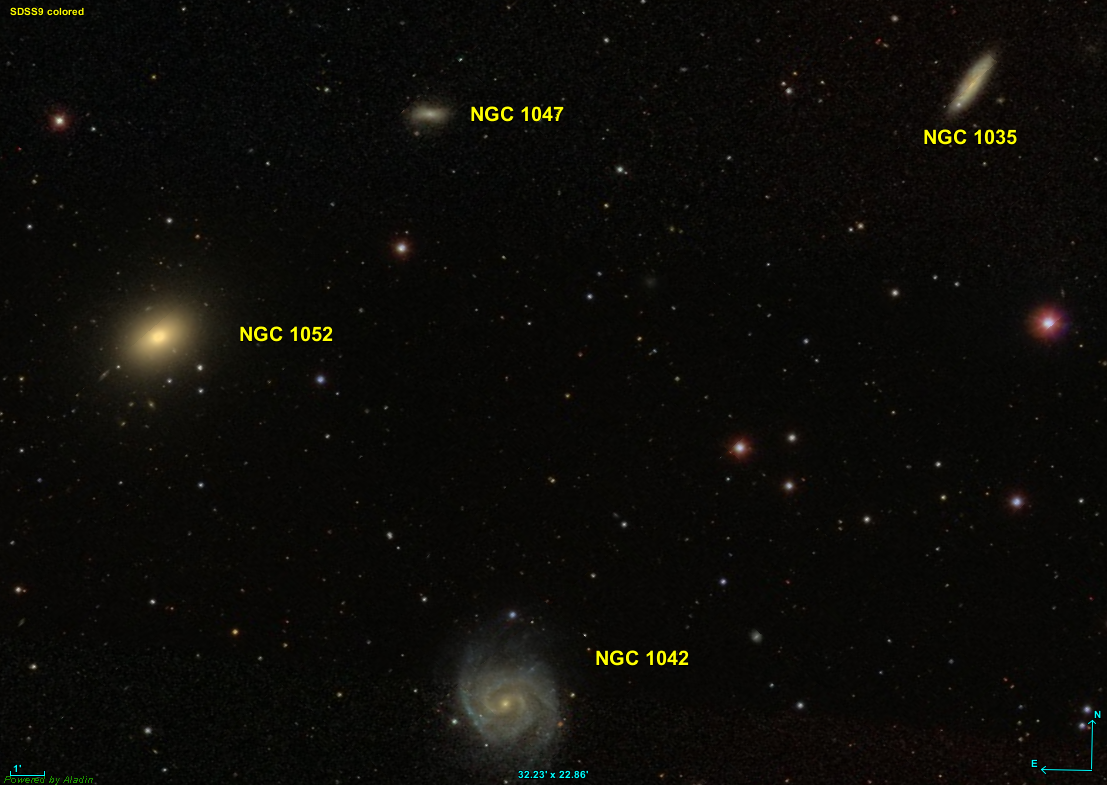
Le triplet de galaxies NGC 1035, NGC 1042 et NGC 1052. (SDSS)

NGC 1042 appartient au groupe de NGC 1084 qui compte au moins 14 galaxies dont les galaxies du catalogue NGC suivantes : NGC 988, NGC 991, NGC 1022, NGC 1035, NGC 1042, NGC 1047, NGC 1051 (=NGC 961), NGC 1052, NGC 1084, NGC 1110, et NGC 1140. Toutes ces galaxies, sauf NGC 1047 et NGC 1140, sont aussi mentionnées dans une liste publiée sur le site « Un Atlas de L'Univers » de Richard Powell. Powell emploie toutefois le nom de groupe de NGC 1052. La base de données NASA/IPAC mentionne que NGC 1035, NGC 1042 et NGC 1052 font partie d'un triplet.

## Galerie

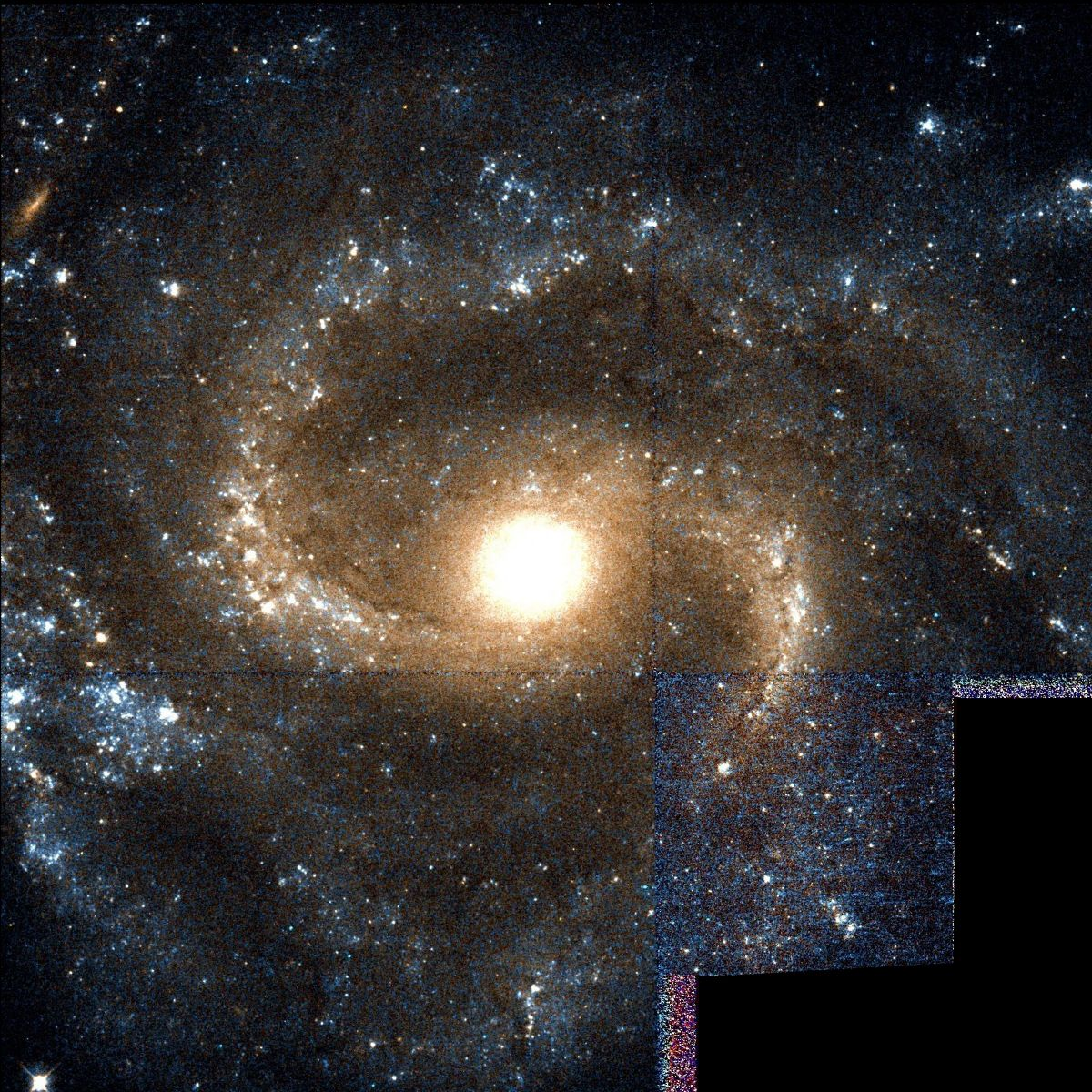
NGC 1042 par le télescope spatial Hubble.
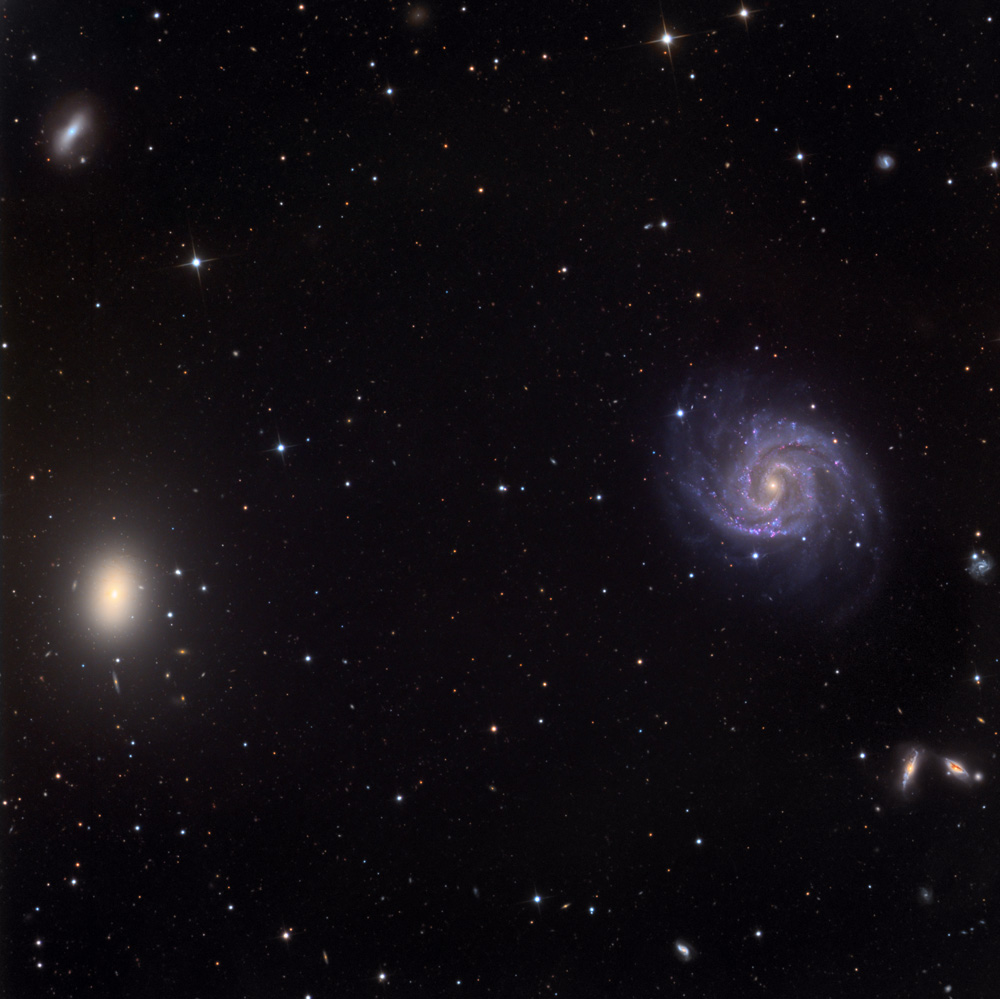
NGC 1042 par le télescope Schulman.  (Adam Block/Mount Lemmon SkyCenter/University of Arizona)
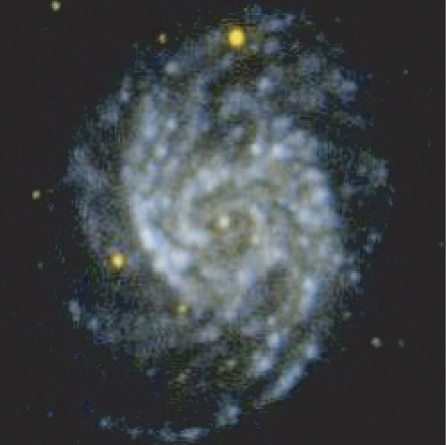
NGC 1042 en ultraviolet. (GALEX)